# 265 aC
El 265 aC va ser un any del calendari romà prejulià. Durant la República i l'Imperi Romà, era conegut com a any del consolat de Gurges i Vítol (o també any 489 ab urbe condita). L'ús del nom «265 aC» per referir-se a aquest any es remunta a l'alta edat mitjana, quan el sistema Anno Domini va ser el mètode de numeració dels anys més comú a Europa.

## Esdeveniments

### Antiga Grècia
- Acròtat succeeix al seu pare Àreu I en el tron d'Esparta, però aquest mateix any mor en una batalla contra Aristodem, tirà de Megalòpolis.[2]

### Sicília
- Els mamertins no poden fer front tot sols a Hieró II de Siracusa que ja havia conquerit Messana, i busquen l'aliança amb Roma. Envien una ambaixada a demanar ajut als romans. Roma, que no volia permetre l'extensió de la influència de Cartago accepta l'aliança amb els mamertins. Aquesta intervenció romana és l'origen de la Primera Guerra Púnica el 264 aC.[3]

### Antiga Roma
- Aquest any són elegits cònsols Quint Fabi Màxim Gurges i Luci Mamili Vítul.[4]
- La ciutat etrusca de Volsinii es revolta però els cònsols la sotmeten. Màxim Gurges mor en la batalla.[5] A la seva mort portava el títol de Princeps senatus.[6]

## Naixements
- Agis IV, fill d'Eudàmides II. Serà el vint-i-quatrè rei d'Esparta, de la dinastia Euripòntida.[7]

## Necrològiques
- Àreu I, Rei d'Esparta. Mor en una batalla contra els macedonis a Corint durant l'anomenada guerra de Cremònides, i el succeeix el seu fill Acròtat d'Esparta, que mor poc després.[8]
- Quint Fabi Màxim Gurges, cònsol, mentre ataca la ciutat de Volsinii.